# Tanaorhinus flavinfra
Tanaorhinus flavinfra là một loài bướm đêm trong họ Geometridae.